# Miktlántekutli

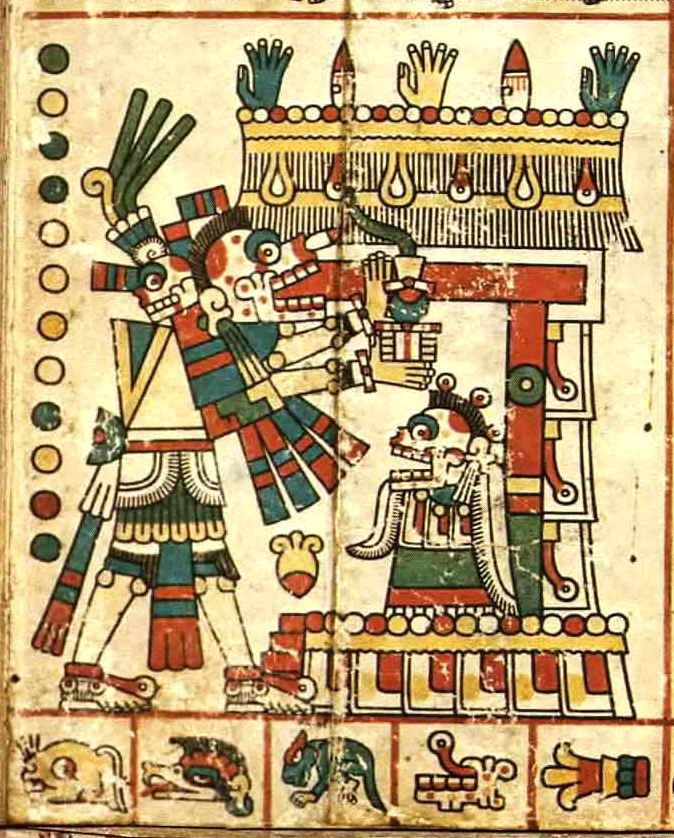
Miktlántekutli ábrázolása a Fejérváry–Mayer-kódexben

Miktlántekutli (vagy Miktlantekutli, spanyolos írásmóddal Mictlantecuhtli) az azték mitológiában alvilági istenség, Miktlán (Miktlan) ura, az Alvilág és a halál istene volt, ezért az aztékok féltek tőle. Felesége Miktlánszivatl (Miktekaszivatl), Miktlán úrnője volt. Az aztékok szerint a világmindenség északi részét Miktlántekutli uralja.

## Megjelenése
Az aztékok és a Dél-Amerikában élő indián törzsek féltek a denevérektől, de tiszteletben is tartották őket. Mitológiájuk szerint napfogyatkozáskor a denevérek felfalják a Napot. Miktlántekutli ábrázolásaiban denevérek veszik őt körül, karmaikban emberfejekkel.